# Benjamin Lundstedt
Benjamin Lundstedt, född 14 juli 1868 i Västra Vemmenhögs församling, Malmöhus län, död 28 januari 1942 i Linköping, Östergötlands län
, var en svensk målarmästare och tecknare.
Lundstedt utbildade sig till yrkesmålare och var verksam som målarmästare i Linköping från 1901. Som konstnär medverkade han i samlingsutställningar i Linköping och i utställningen Linköping genom konstnärsögon på Linköpings stadsmuseum 1940. Lundstedt är representerad vid Linköpings museum.